# Lake of the Woods (Kalifornija)
Lake of the Woods je naseljeno područje za statističke svrhe u američkoj saveznoj državi Kalifornija. Prema popisu stanovništva iz 2010. u njemu je živjelo 917 stanovnika.